# ويلينغتون ويلوبي
ويلينغتون ويلوبي (بالإنجليزية: Wellington Willoughby)‏ هو سياسي كندي، ولد في 10 أغسطس 1859، وتوفي في 1 أغسطس 1932. حزبياً، نشط في حزب ساسكاتشوان المحافظ التقدمي. وقد انتخب عضو المجلس التشريعي من ساسكاتشوان وانتخب عضو مجلس الشيوخ الكندي.